# Национальный конгресс Аргентины
Национальный конгресс Аргентины или, буквально, Конгресс Аргентинской нации (исп. Congreso de la Nación Argentina) — законодательный орган (парламент) Аргентины.

## Обзор
Выборы в конгресс происходят за Методом д’Ондта прямым голосованием. Парламент обновляется частями (половина Палаты депутатов и треть Сената) каждые два года. Количество избраний на должность депутата или сенатора неограниченно.
Конгресс проводит сессионные заседания с 1 марта по 30 ноября каждого года, но президент может созывать внеочередные сессии для рассмотрения конкретного вопроса или продлевать текущие. Зал заседаний Национального конгресса находится во Дворце конгресса в городе Буэнос-Айрес и на площади Конгресса, которая находится на западном конце Майского проспекта, который ведёт к Майской площади, где расположена Каса-Росада — резиденция президента Аргентины.

## Состав
Современный парламент состоит из двух палат:
- Верхняя палата — Сенат Аргентины
- Нижняя палата — Палата депутатов Аргентины.